# Elst (Oost-Vlaanderen)
Elst is een dorp in de Belgische provincie Oost-Vlaanderen en een deelgemeente van Brakel, het was een zelfstandige gemeente tot aan de gemeentelijke herindeling van 1971. Elst is gelegen op de heuvelrug tussen de Perlinkbeek en de Zwalm, op de grens van de Vlaamse Ardennen, de Zwalmstreek en de Denderstreek. De patroonheilige van Elst is de H. Apollonia.

## Geschiedenis
De plaats werd al in 977 vermeld, als Elsuth. In de 12e eeuw was sprake van een parochie maar pas in de 14e eeuw werd een kerk vermeld. Elst behoorde tot het Land van Schorisse dat onderdeel was van het Land van Aalst.

## Bezienswaardigheden

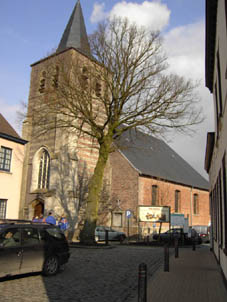
Pleintje aan kerk van Elst

- De Perlinckmolen behoort tot een van de oudste watermolens van België. De Molen werd nog eerder dan de plaats zelf genoemd, in 868. Deze molen op de Perlinkbeek was tot en met 15 oktober 1974 in werking.
- De Ooievaarsmolen is een stenen windmolen waarvan alleen de romp nog bestaat. Gebouwd in 1841 ontmanteld na brand in 1927.Momenteel wordt de molenromp binnen en buiten gerestaureerd.
- De Sint-Apolloniakerk bevindt zich op een hoogte van 96 meter. De, aanvankelijk aan Onze-Lieve-Vrouw gewijde, kerk bleef gespaard van de beeldenstorm van 1566. Tussen 1600 en 1621 moesten herstellingswerken worden uitgevoerd aan de toen enigszins vervallen kerk. De dakbedekking (met stro), het schip en toren werden hersteld. De kerk werd in 1778 opnieuw ingewijd nadat er een ingrijpende verbouwing had plaatsgevonden. Toen werd de kerk aan Sint-Apollonia gewijd. De kerk bezit een orgel van Leo Lovaert uit 1849.
- Het Ovenmuseum over de geuteling.

## Natuur en landschap
Elst ligt in de Vlaamse Ardennen op een hoogte van 48-106 meter, terwijl de dorpskom op 96 meter hoogte ligt. In het westen stroomt de Perlinkbeek in noordelijke richting.

## Demografische ontwikkeling
- Bronnen:NIS, Opm:1831 tot en met 1970=volkstellingen

## Folklore
- Door de devotie voor Sint-Apollonia trokken veel bedevaarders naar Elst. Dit omdat men de Heilige Apollonia tegen de tandpijn aanriep. Aan de bedevaarders die kwamen werd door de bewoners een zacht soort pannenkoeken verkocht. Deze werden de Geutelingen genoemd, die veel dorpen in de omliggende streek gebakken werden tot ongeveer de jaren '40 van de 20e eeuw; daarna verdwenen ze bijna geheel: zelfs zodanig, dat toen in 1972 de jeugd van Elst er een paar honderd bakte dit nieuwswaardig was. In 1981 werd er in Elst een Geutelingencomité opgericht en bakt men ieder jaar tijdens de maand februari heel veel geutelingen. Op de eerste zondag na 9 februari zijn er zelfs feesten, de Geutelingenkermis en -feesten. Elst wordt ook wel het "Geutelingendorp" genoemd.

## Nabijgelegen kernen
Michelbeke, Sint-Blasius-Boekel, Zegelsem, Nederbrakel
Deelgemeenten: Elst · Everbeek · Michelbeke · Nederbrakel · Opbrakel · Parike · Zegelsem

Overige dorpen en gehuchten: Sint-Maria-Oudenhove (deels)

Belgische gemeenten · Arrondissement Oudenaarde · Oost-Vlaanderen · Vlaanderen